# Intel Graphics Command Center
Intel Graphics Command Center (インテル グラフィックス  コマンド センター)とは インテルが開発したディスプレイの設定やゲーミング環境などの設定が行えるユーティリティソフトウェアである。かつての Intel Graphics Control Panel の後継版である。

## 概要
基本的な機能はディスプレイの設定、画面録画の設定、ゲーミング環境の設定
、最適化などに分かれている。Intel Graphics Command Center の特徴としてワンクリックで最適化、ゲーム中の画像の解像度を向上、柔軟なモニター構成を挙げている。さらにさまざまなグラフィックス設定を使用できます。UIはモダンを意識しています。起動と同時にタスクバーにあるインジケータに  Intel Graphics Command Center  のアイコンが表示され、この機能によって  Intel Graphics Command Center  を表示したり、終了することができます。

## 経歴
インテルはアメリカのサンフランシスコ市内のイベント Game Developer Conference 2019 Intel Press Briefing で発表された。
Intel Graphics Command Center が登場する以前は Intel Graphics Control Panel (インテル グラフィックス コントロールパネル)が存在したが現在は開発が終了し Intel Graphics Command Center に置き換えられている。 理由としてインテルはユニバーサルWindowsプラットフォーム(UWP)の要件を満たすこととしている。

## 機能

### ホーム
ゲームの追加や画面録画の設定が可能。また細かなモニター構成が可能。
また「キャスト」タブがあり画面録画の設定、開始する機能がある。

### ディスプレイ
ディスプレイの解像度、リフレッシュレートの変更、スケール、回転、縦横比率の設定が可能。また画面色調整が可能。

### ビデオ
明るさ調整、コントラスト調整、色相、彩度調整の設定などが可能。さらに画像を鮮明化する機能がある。

### システム
ホットキー(ショートカットキー)、GPU、ハードウェア、電源に関する設定が表示される。

### サポート
Intel Graphics Command Center のバージョン情報やデバイスに関する情報が表示される。

## システム要件

### プロセッサー
第６世代 Intel Core プロセッサー以降

### Intel Graphics Driver
Intel Graphics Driver 25.20.100.6618 以降 

### OS
Microsoft Windows 10 バージョン 1709 以降

## インストール方式の変更
Intel Graphics Command Center の場合ではインストーラーでインストールする必要がありますが現在はMicrosoft Storeにてインストールすることができる。